# Bêta-caténine
La bêta-caténine (β-caténine) est une protéine dont le gène est CTNNB1. Elle a un rôle dans l'adhésion cellulaire, la signalisation cellulaire et la transcription des gènes.

## Structure
Elle comprend une partie centrale faite de motifs répétées d'acides aminés, une partie C terminale constituant une hélice alpha et une partie N terminale.

## Rôles
Elle agit comme coactivateur transcriptionnel dans la voie Wnt. Par cette voie, elle participe à la mise en place des axes des vertébrés et à de nombreux autres processus au cours du développement embryonnaire, régule l'angiogenèse au niveau du système nerveux central et participe à la formation de la barrière hémato-encéphalique.
Elle est aussi, avec la cadhérine avec qui elle se lie, et l’alpha-caténine, un constituant des jonctions adhérentes (en) et donc joue un rôle important dans l’adhésion intercellulaire, en particulier au niveau neuronal. Elle intervient dans le remodelage des synapses et jouerait ainsi un rôle dans la mémoire.
Au repos, la β-caténine cytoplasmique non liée aux cadhérines est phosphorylée par la GSK3β, qui la marque pour la dégradation par le protéasome. La voie Wnt inhibe cette phosphorylation et donc empêche la dégradation de la β-caténine.

## En médecine
Certaines mutations du CTNNB1 sont associées avec un déficit intellectuel. L'une de ces mutations induit un syndrome à transmission autosomique dominante associant une hypotonie durant l'enfance, une spasticité des membres inférieurs, des troubles des fonctions supérieures et des anomalies du faciès. 
Des mutations sont retrouvées dans un tiers des adénomes surrénaliens, qu'ils soient bénins ou malins. l'une de ces mutations augmente l'activité de la bêta-caténine, avec une activation importante de la voie Wnt, responsable d'une sécrétion élevée d'aldostérone par l'adénome. 
Le système wnt-bêta caténine inhibe l'angiogenèse de certaines tumeurs cérébrales comme les gliomes.
Son expression est diminuée au niveau de l'endothélium vasculaire au cours d'une hémorragie cérébrale, contribuant à une altération de la barrière hémato-encéphalique.